# Лоренс Тауншип (округ Тайога, Пенсільванія)
Лоренс Тауншип (англ. Lawrence Township) — селище (англ. township) в США, в окрузі Тайога штату Пенсільванія. Населення — 1614 особи (2020).

## Демографія
Згідно з переписом 2010 року, у селищі мешкало 1718 осіб у 692 домогосподарствах у складі 506 родин. Було 767 помешкань
Расовий склад населення:
| - 98,0 % — білих - 0,2 % — чорних або афроамериканців - 0,2 % — азіатів - 0,1 % — корінних американців |

До двох чи більше рас належало 1,4 %. Частка іспаномовних становила 0,5 % від усіх жителів.
За віковим діапазоном населення розподілялося таким чином: 20,1 % — особи молодші 18 років, 61,9 % — особи у віці 18—64 років, 18,0 % — особи у віці 65 років та старші. Медіана віку мешканця становила 44,1 року. На 100 осіб жіночої статі у селищі припадало 99,3 чоловіків;  на 100 жінок у віці від 18 років та старших — 103,0 чоловіків також старших 18 років.
Середній дохід на одне домашнє господарство  становив 61 969 доларів США (медіана — 50 938), а середній дохід на одну сім'ю — 67 352 долари (медіана — 55 673). Медіана доходів становила 45 833 долари для чоловіків та 33 854 долари для жінок. За межею бідності перебувало 10,4 % осіб, у тому числі 18,5 % дітей у віці до 18 років та 4,2 % осіб у віці 65 років та старших.
Цивільне працевлаштоване населення становило 753 особи. Основні галузі зайнятості: роздрібна торгівля — 20,5 %, освіта, охорона здоров'я та соціальна допомога — 19,8 %, виробництво — 18,7 %.